# IC 4920
IC 4920 ist eine Spiralgalaxie vom Hubble-Typ Sc im Sternbild Teleskop am Südsternhimmel. Sie ist rund 525 Millionen Lichtjahre von der Milchstraße entfernt und hat einen Durchmesser von etwa 90.000 Lichtjahren. 

Im selben Himmelsareal befinden sich u. a. die Galaxien IC 4923, IC 4925, IC 4927, IC 4932.
Das Objekt wurde am 31. August 1904 von Royal Harwood Frost entdeckt.